# Centralforeningen for stampersonel
Centralforeningen for stampersonel (CS) er et fagforbund etableret i 1967 der organiserer både civilt og militært ansatte i Forsvaret. CS har forhandlingsretten for befalingsmænd (Sergentgruppen) i Hæren, Flyvevåbnet, Søværnet og Redningsberedskabet og forsvarets civile tjenestemænd, samt konstabelgruppen i Søværnet, Redningsberedskabet og Flyvevåbnet. Foreningen har omkring 8.800 medlemmer og kan spore sine rødder tilbage til slutningen af det 19. århundrede.
CS fusionerede i 2004 med CS Redningsberedskabet, i 2014 med Forsvarets Civil-Etat (FCE) og senest i 2016 med Søværnets Konstabelforening, hver gang med CS som den fortsættende forening.
CS er den største fagforening i forsvaret.